# Crocidura thomensis
Crocidura thomensis är en däggdjursart som först beskrevs av Bocage 1887.  Crocidura thomensis ingår i släktet Crocidura och familjen näbbmöss. IUCN kategoriserar arten globalt som starkt hotad. Inga underarter finns listade i Catalogue of Life.
Denna näbbmus förekommer endemisk på São Tomé i Guineabukten. Den lever där i fuktiga bergsskogar.